# Katherine J. Willis
Katherine Jane Willis (née le 16 janvier 1964)  est une biologiste britannique qui étudie la relation entre la dynamique à long terme des écosystèmes et les changements environnementaux. Elle est professeur de biodiversité au département de zoologie de l'université d'Oxford  et professeur adjoint de biologie à l'Université de Bergen. En 2018, elle est élue principale de St Edmund Hall et prend ses fonctions à partir du 1er octobre . Elle occupe la chaire Tasso Leventis de la biodiversité à Oxford et est directrice fondatrice, aujourd'hui directrice associée, du Biodiversity Institute d'Oxford . Willis est directrice des sciences aux Royal Botanic Gardens de Kew de 2013 à 2018 . Elle est créée pair à vie, Crossbencher, le 17 mai 2022 .

## Éducation
Willis obtient son diplôme de premier cycle en géographie et sciences de l'environnement à l'Université de Southampton et son doctorat en sciences végétales à l'Université de Cambridge pour des recherches sur l'histoire de la végétation du Quaternaire supérieur en Épire, au nord-ouest de la Grèce.

## Carrière et recherche
Willis obtient une bourse de recherche postdoctorale au Selwyn College de Cambridge à l'Université de Cambridge, une bourse postdoctorale du Conseil de recherche sur l'environnement naturel (NERC) au Département des sciences végétales et une bourse de recherche universitaire de la Royal Society (URF) au Godwin Institute for Quaternary Research, Université de Cambridge. En 1999, elle est chargée de cours à la School of Geography and the Environment de l'Université d'Oxford, où elle crée le laboratoire d'écologie à long terme d'Oxford en 2002. Willis est nommée professeur d'écologie à long terme en 2008  et en octobre 2010 devient le premier professeur Tasso Leventis de biodiversité et directeur du James Martin Biodiversity Institute in Zoology. Elle est aussi professeur d'adjonction dans le Département de Biologie à l'université de Bergen, en Norvège. Elle est administratrice du WWF-UK, membre du comité consultatif de la Commission des bourses d'études du Commonwealth, administratrice du Percy Sladen Memorial Trust, membre international de l'évaluation FORMAS du Conseil suédois de la recherche, et membre d'un collège du Natural Environment Research Council (NERC). De 2012 à 2013, elle occupe le poste de directrice générale de la Société internationale de biogéographie . En 2013, elle est nommée directrice des sciences aux jardins botaniques royaux de Kew, dans le cadre d'un détachement de 5 ans de l'Université d'Oxford. Le 1er octobre 2018, Willis succède à Keith Gull en tant que directeur de St Edmund Hall, Oxford .
Les recherches de Willis  se concentrent sur la reconstruction des réponses à long terme des écosystèmes au changement environnemental, notamment le changement climatique, l'impact humain et l'élévation du niveau de la mer. Elle soutient que la compréhension des enregistrements à long terme des changements écosystémiques est essentielle pour une bonne compréhension des réponses futures des écosystèmes. De nombreuses études scientifiques se limitent à des ensembles de données à court terme qui s'étendent rarement sur plus de 40 à 50 ans, bien que de nombreux organismes plus grands, notamment les arbres et les grands mammifères, aient un temps de génération moyen qui dépasse cette échelle de temps. Les enregistrements à court terme sont donc incapables de reconstituer la variabilité naturelle dans le temps ou les taux de migration résultant de changements environnementaux. Elle soutient également qu'une approche à court terme donne une vision statique des écosystèmes et conduit à la formation conceptuelle d'une «norme» irréaliste qui doit être maintenue ou restaurée et protégée. Son groupe de recherche au sein du laboratoire d'écologie à long terme d'Oxford tente donc de reconstituer les réponses des écosystèmes aux changements environnementaux sur des échelles de temps allant de dizaines à des millions d'années, et les applications des enregistrements à long terme dans la conservation de la Biodiversité. Elle fait valoir que les impacts du changement climatique contemporain sur le biote végétal sont incertains et potentiellement pas aussi graves que les chercheurs l'envisagent, et conteste les hypothèses formulées dans l'interprétation des enregistrements de température spatialement contraints . Le rapport de Kew sur l'état des plantes dans le monde (2016) identifie le changement de la couverture terrestre comme la principale menace pour la biodiversité mondiale, et non le changement climatique .
Les recherches de Willis sont publiées dans Nature , Science ,,,,, Philosophical Transactions of the Royal Society B , Biological Conservation  et Quaternary Science Reviews . Avec Jennifer McElwain , elle co-écrit le manuel The Evolution of Plants . Ses recherches sont financées par le Natural Environment Research Council (NERC) et le Arts and Humanities Research Council (AHRC) .
 